# إريك روميو مورا موتا
إريك روميو مورا موتا (بالإسبانية: Erick Romeo Mora Mota)‏ هو عازف قيثارة مكسيكي، ولد في 1974.